# Jean Ces

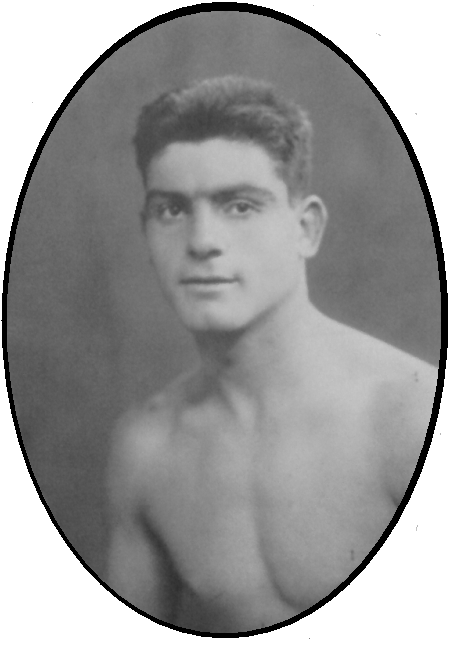

Jean François Louis Ces (Béziers, 5 de septiembre de 1906 - Béziers, 25 de diciembre de 1969) fue un boxeador profesional francés que compitió en la década de 1920. Ganó una medalla de bronce en boxeo en los Juegos Olímpicos de París 1924, en la categoría de peso gallo, perdiendo en la semifinal contra Salvatore Tripoli.